# ジョーイ・オブライエン
ジョセフ・マーティン "ジョーイ"・オブライエン（Joseph Martin "Joey" O'Brien, 1986年2月17日 - ）は、アイルランド共和国ダブリン出身の元サッカー選手、元アイルランド代表。現役時代のポジションはサイドバック及びセントラルミッドフィルダー。

## 経歴

### クラブ

#### ボルトン・ワンダラーズ
ボルトン・ワンダラーズFCの下部組織を経て、2004年9月のフットボールリーグカップでのヨーヴィル・タウンFC戦でプロ初出場を飾る。同シーズンのボルトンでの出場は1試合のみとなり、経験を積むため、負傷離脱のルイス・マクマホン（en）の代役として2004年12月3日にフットボールリーグ1のシェフィールド・ウェンズデイFCへ1ヶ月貸し出されると、初出場を飾った7日のハル・シティAFC戦（2-4）で初得点を挙げて以降、すぐさま定位置を掴んだことで期限を2ヶ月延長された。その後もスウィンドン・タウンFC戦で2得点目を挙げる等の活躍を見せたことから、さらなる延長を望まれていたものの、2005年2月27日のブレントフォードFC戦（3-3）がシェフィールド・ウェンズデイでの最後の試合となっており、それまでのチームへの貢献からキャプテンマークを渡された。
2004-05シーズン途中にボルトンに復帰した後は、最終節のエヴァートンFC戦でエル＝ハッジ・ディウフに代わって後半からプレミアリーグ初出場を飾り、新シーズンが明けた2005年7月のUEFAカップ 2005-061回戦でのPFCロコモティフ・プロヴディフ戦で初先発出場して以来、負傷による不在のニッキー・ハント（en）の代役として不慣れな右サイドバックで起用されながらも定位置を確保していたが、順調な最中に手術が必要な程の膝の負傷から2006-07シーズン全体の欠場を余儀なくされた。2007-08シーズン開始時に膝が完治した代わりに咽喉感染症で出遅れることとなったが、9月20日のUEFAカップ 2007-08でのFKラボトニツキ戦で途中出場して復帰を果たすと、その後のリーグ戦では当初こそハントを控えに追いやって右サイドバックで起用されていたものの、ガリー・メグソン（en）監督が就任してからはシェフィールド・ウェンズデイ時代に見せたプレーによってミッドフィルダーとして起用され、「前半戦のうちの最高の選手だ」と太鼓判を押される活躍を見せていた。しかし、2008年1月29日のフラムFC戦でのハムストリングの負傷の影響によって苦戦し、チームもフットボールリーグ・チャンピオンシップへの降格危機にあった。
2008-09シーズン開幕前にイバン・カンポが以前使用していた背番号8を渡され、メグソン監督から「最高の選手になれる可能性がある」と期待を寄せられてスタートを切ることになったが、2008年10月18日のブラックバーン・ローヴァーズFC戦を最後に膝の負傷からシーズン残りを欠場し、翌2009-10シーズンも欠場が続く状況にありながらもクラブから信頼を寄せられ、2009年10月29日に契約を2011年夏まで延長しているが、最終的にシーズン全体を欠場した。2010-11シーズンも未出場が続いた後、2011年3月9日にリザーブでのチェルシーFC戦で遂に復帰を果たしたものの、トップチームの試合に出られず、3月24日にフットボールリーグ1のシェフィールド・ウェンズデイへ再び貸し出されると、26日のダゲナム・アンド・レッドブリッジFC戦での初出場を含め4試合に出場した。シーズン終了後の契約満了に伴いボルトンを退団となった。

#### ウェストハム・ユナイテッド
2011年7月30日、2週間のトライアルを経てフットボールリーグ・チャンピオンシップのウェストハム・ユナイテッドFCと契約する。8月7日のカーディフ・シティFC戦（0-1）で初出場を飾り、16日のワトフォードFC戦（4-0）で初得点にして2005年1月以来の得点を挙げた。2011年12月10日の敵地でのレディングFC戦でキャリア初の退場処分となる。
ウェストハムでは、右サイドバックとしてプレーしてプレミアリーグ昇格に貢献し、昇格1季目の2012-13シーズンも当初は右サイドバックで起用されていた。しかし、ジョージ・マッカートニーが期待外れのパフォーマンスに終始していたことでサム・アラダイス監督によって左サイドバックへ転向して以来、大半を左サイドバックとして過ごしており、2012年11月19日のストーク・シティFC戦でプレミアリーグでの初得点を記録し、2013年1月1日のノリッジ・シティFC戦では決勝点を挙げている。1月13日に契約を2016年まで延長した。翌2013-14シーズンは両サイドバックで定期的に起用されていたが、2014年1月29日のチェルシー戦で肩を脱臼したことで約3ヶ月の離脱が決定し、5月11日の最終節でのマンチェスター・シティFC戦まで実戦から遠ざかっていた。

### シャムロック・ローヴァーズ
2018年1月27日、シャムロック・ローヴァーズFCに加入。

### 代表
年代別代表としては、2005年2月のU-21ポルトガル戦に出場したことでU-15からU-21代表までの全カテゴリーでプレーした。2006年2月16日にスティーヴ・ストーントン監督の下でスウェーデン戦へ向けてA代表に初招集され、
2006年3月1日の同試合で初出場を飾ると、自身のミスでヘンリク・ラーションにシュートを打たれるもウェイン・ヘンダーソン（en）の好セーブによって無失点で試合を終了した。
その後、自身の長期的な負傷の問題によって2008年10月の2010 FIFAワールドカップ・ヨーロッパ予選でのキプロス戦を最後に代表から遠ざかっていたが、2012年8月3日に負傷離脱のショーン・セントレジャーの代役として親善試合でのセルビア戦へ向けて招集され、8月15日の同試合で途中出場して実に4年ぶりに復帰を果たした。

### 私生活
2014年5月にアイルランド出身のモデルの女性と結婚し、挙式にはウェストハムでの同僚ケヴィン・ノーランとアンディ・キャロルが参加した。